# Herbie Haymer

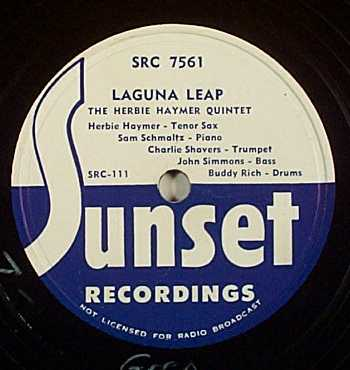
Herbie Haymer Quintett mit Charlie Shavers: Laguna Leap, Aufnahme von 1946

Herbie Haymer (* 24. Juli 1915 in Jersey City, New Jersey; † 11. April 1949 in Santa Monica) war ein US-amerikanischer Jazz-Tenorsaxophonist.
Mit 15 Jahren begann er, Altsaxophon zu spielen und wechselte fünf Jahre später zu Tenorsaxophon. Haymer begann in der Carl Sears-Johnny Watson Band, spielte danach kurz mit Rudy Vallée und Charlie Barnet.
Von 1935 bis 1937 war Haymer Mitglied im Red Norvo Orchestra, 1937–1941 bei Jimmy Dorsey, 1941/42 bei Woody Herman, 1942/43 bei Kay Kyser. Vor seiner Zeit in der Navy 1944 war er noch kurz Mitglied bei Benny Goodman und der Dave Hudkins Band.
Nach seiner Entlassung aus der Armee 1945 arbeitete er als Sessionmusiker in Los Angeles und wirkte an Aufnahmen von Red Nichols, Lyle Griffin und Benny Goodman (1947) mit. 1945 leitete er ein Quintett, in dem Charlie Shavers, John Simmons, Buddy Rich und Nat King Cole bei Plattenaufnahmen für das Label Sunset mitwirkten („I'll Never Be the Same“). Die Aufnahmen erschienen später unter Nat Coles Namen; drei weitere Titel Haymers erschienen 1946 auf Keynote Records. 1949 nahm er noch einige Nummern mit  Frank Sinatra auf; bei der Rückkehr von einer dieser Sessions wurde er bei einem Verkehrsunfall getötet.

## Diskographische Hinweise
- Nat King Cole, Anatomy of A Jam Session, aufgenommen 9. Juni 1945 in Hollywood. Haymer spielte Tenorsaxophon und war Leiter der Session, Nat King Cole spielte Piano, Buddy Rich Schlagzeug, Charlie Shavers Trompete und John Simmons Bass.

| Personendaten    | Personendaten                           |
| ---------------- | --------------------------------------- |
| NAME             | Haymer, Herbie                          |
| KURZBESCHREIBUNG | US-amerikanischer Jazz-Tenorsaxophonist |
| GEBURTSDATUM     | 24. Juli 1915                           |
| GEBURTSORT       | Jersey City, New Jersey                 |
| STERBEDATUM      | 11. April 1949                          |
| STERBEORT        | Santa Monica                            |